# Willo Welzenbach

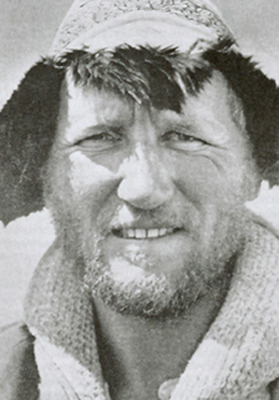
Willo Welzenbach

Wilhelm 'Willo' Welzenbach (München, 13 oktober 1899 - Nanga Parbat, 14 juli 1934) was een Duits alpinist. Hoewel hij pas relatief laat begon met klimmen, werd hij een van de beste Duitse alpinisten in de geschiedenis.
Hij wordt beschouwd als een van de vaders van het waarderingssysteem om routes te quoteren. Willo werd om zijn expertise in ijs bekend. Hij was de eerste die ijshaken gebruikte om te zekeren in ijs. Snargs en ijsboren zijn dus door hem ontstaan. De eerste wand waarin ze werden benut, was de Große Wiesbachhorn. Verder slaagde hij in veel extreme beklimmingen. Bekend en berucht zijn een variant op de Großglockner Nordwand, de enige route door de Dent d'Hérens Noordwand, de Nesthorn, de Wallisser Breithorn, de Lyskamm, de Lauterbrunner Breithorn, de Gletscherhorn, Großhorn, Grand Charmoz (waar hij na een dagenlang bivak dood gewaand werd en toch levend Montenvers binnenwandelde).
Uiteindelijk is hij meegegaan op de (door Karl Maria Herligkoffer tegengewerkte) expeditie naar de tot dan toe onbeklommen Nanga Parbat. In een dagenlang noodweer is Welzenbach in een hoogtebivak van honger, uitdroging en ziekte en uitputting gestorven in 1934. Willi Merkl, een halfbroer van Herligkoffer, stierf daar ook. Pas in 1954 slaagde Hermann Buhl er als eerste in de top te bereiken, solo. Ook deze expeditie werd geleid en tegengewerkt door Herligkoffer.